# Jiang Qing

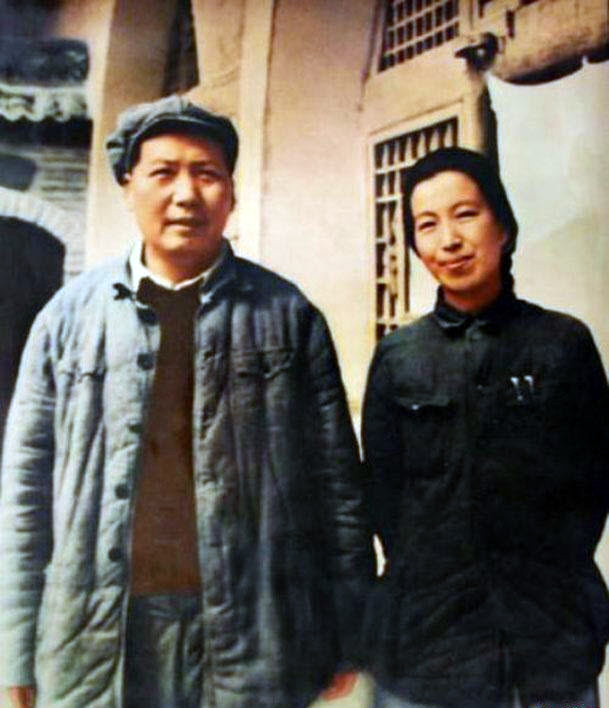
Mao en Jiang Qing (1946)

Jiang Qing (Chinees: 江青, Hanyu pinyin: Jiāng Qīng) (Zhucheng (Shandong), 19 maart 1914 – Peking, 14 mei 1991), ook bekend onder haar geboortenaam Li Yunho, was de vierde vrouw van Mao Zedong. Ze is vooral bekend vanwege haar rol in de Culturele Revolutie.

## Levensloop
Voordat Jiang haar toekomstige echtgenoot leerde kennen, was ze actrice in Shanghai en gebruikte toen Lan Ping als artiestennaam. Daar had ze talloze liefdesaffaires met hoge functionarissen van de Guomindang. In 1937 vluchtte ze naar Yan'an, om daar toneel te doceren. Ze was een bekende van Kang Sheng, Mao's hoofd beveiliging, die haar in contact bracht met Mao Zedong en in 1939 trouwde ze met Mao in Yan'an. In beginsel was de partij niet blij met deze relatie gezien haar luchtige verleden. De communistische partij stond dit huwelijk na nogal wat intern beraad toe, mits Jiang zich minstens dertig jaar lang niet met de politiek zou bemoeien. Aanvankelijk hield ze zich aan deze belofte, maar in 1963 raakte ze bij de politiek betrokken doordat zij de Opera van Peking op revolutionaire leest wilde schoeien. Zij verving het historisch repertoire van de Opera van Peking door propagandistische opvoeringen die Mao verheerlijkten.
Jiang kreeg pas echt zeer grote invloed tijdens de Culturele Revolutie. In deze periode rekende ze af met vele (vroegere) politieke vijanden en met 'getuigen' van haar Shanghai-periode. In mei 1966 was ze door Mao aangesteld als voorzitter van de Kleine Groep voor de Culturele Revolutie, die was opgericht om af te rekenen met Mao's tegenstanders via de Grote Zuivering. In 1969 werd ze lid van het Politbureau. Haar invloed bleef groot tot de dood van haar man Mao in 1976.
Jiang zorgde er terdege voor dat er na de Culturele Revolutie voor de rest van Mao's leven geen wederopstanding van de cultuur plaatsvond. Alleen boeken, liedjes en schilderijen die propagandistisch bijdroegen aan de persoonsverheerlijking van Mao werden nog gepubliceerd. Tijdens Mao's leven is ze altijd zijn gehoorzame dienares geweest. Hun relatie wordt na Mao's overlijden door haar zelf als volgt beschreven: "Ik was de hond van voorzitter Mao. Wie voorzitter Mao me ook vroeg te bijten, beet ik".
Het leven in de buurt van Jiang Qing was een nachtmerrie: ze stuurde personeel naar de gevangenis vanwege niet begane misdaden en was vanwege het vele bloed aan haar handen nogal paranoïde geworden. Iedereen probeerde uit haar buurt te blijven omdat ieder contact met haar al snel tot een ramp kon leiden. Alleen tegenover Mao zelf was ze gedwee omdat ze bang voor hem was; alleen hij was machtig genoeg om haar kwaad te kunnen doen.
Na Mao's dood werd ze – met de overige leden van de zogenoemde Bende van Vier – gearresteerd en in 1981 tijdens een showproces ter dood veroordeeld. Deze straf werd later omgezet in levenslang. In 1991 werd ze om medische redenen vrijgelaten. Korte tijd later verhing ze zich in de badkamer van een ziekenhuis.
Jiang kreeg in 1940 een dochter (van Mao) met de naam Li Na. Deze was haar moeder behulpzaam bij haar werkzaamheden tijdens de Culturele Revolutie, onder meer als directeur van het particuliere bureau van de Kleine Groep.
De Amerikaanse historica Roxane Witke interviewde Jiang uitgebreid in China en gebruikte dit materiaal voor haar boek Comrade Chiang Ch’ing (1977).
- Bibliothèque nationale de France: cb11945489k (data)
- CiNii: DA07010294
- Gemeinsame Normdatei: 119367351
- International Standard Name Identifier: 0000 0001 0602 5098
- Library of Congress Control Number: n81120140
- Bibliotheek van het Japanse parlement: 00623001
- Nationale Bibliotheek van Tsjechië: xx0025903
- Nationale bibliotheek van Australië: 36501986
- Nationale Bibliotheek van Israël: 987007263573805171
- Nationale Bibliotheek van Polen: a0000002005361
- Nederlandse Thesaurus van Auteursnamen: 071560017
- Réseau des bibliothèques de Suisse occidentale: 02-A026117113
- SNAC: w6vr1w9b
- Système universitaire de documentation: 02740594X
- Trove: 1261778
- Virtual International Authority File: 32804921
- WorldCat: E39PBJqQyP3vthTDdHQGtGTT73